# Ettore Fecchi
Ettore Fecchi (* 5. Februar 1911 in Rom; † 24. Mai 1972 ebenda) war ein italienischer Filmjournalist, -produzent und -regisseur.

## Leben
Fecchi wirkte als Journalist, Redakteur für Filmzeitschriften wie das „L'Eco del Cinema“ und als Herausgeber des „Centro Stelle“ und von „Intermezzo“. Als solcher war er für seinen leidenschaftlichen Beiträge und heftigen Invektiven gegen Regisseure bekannt, die – aus seiner Sicht – die kommerziellen Aspekte einer Produktion als wichtigstes Motiv verfolgten. Paradoxerweise waren seine eigenen Filme als Regisseur und Drehbuchautor reine marktorientierte Produkte, mehrere davon im Zuge der Mondo-Filmwelle entstanden. Als Produzent war er mit seiner „Metropolis Film“ an einer Handvoll etwas interessanterer Filme beteiligt.

## Filmografie (Auswahl)
- 1962: Sexy al neon
- 1966: Mani di velluto